# Castello di Langley

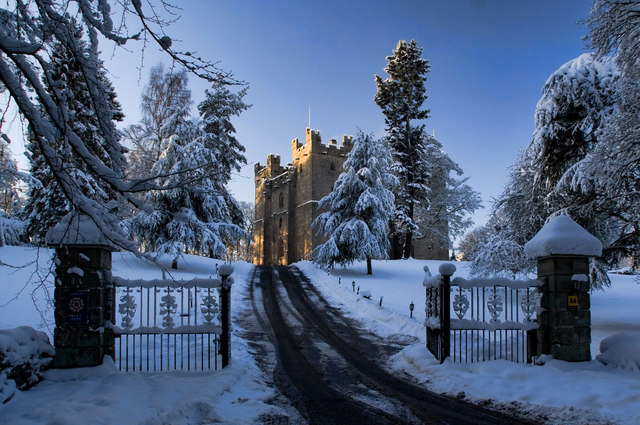
Il castello di Langley in inverno

Il castello di Langley (in inglese: Langley Castle) è una fortezza del villaggio inglese di Langley-on-Tyne, nella contea del Northumberland (Inghilterra nord-orientale), realizzata tra il 1350 e il 1364 e forse appartenuta ai conti del Northumberland.
L'edificio, classificato come castello di primo grado, è una delle poche fortezze medievali in Inghilterra ad essere adibita ad albergo.

## Storia
La costruzione del castello fu ordinata nel 1350, durante il regno di Edoardo III d'Inghilterra, probabilmente da Sir Thomas de Lucy (morto nel 1365) per proteggere la zona dagli attacchi degli Scozzesi. La costruzione durò quattordici anni.
In seguito, il castello venne ereditato dalla famiglia Percy, prima di tornare nuovamente di proprietà della famiglia De Lucy. Successivamente, fu di proprietà della famiglia Radclyffe.
Nel 1405, gli interni del castello furono devastatati da un incendio, dopodiché il castello rimase disabitato per oltre tre secoli. Nel 1541 l'edificio si presentava in uno stato di parziale rovina, in quanto era privo del tetto, ma il resto della struttura rimase pressoché intatto nei tre secoli successivi.
Il castello tornò ad essere abitato nel 1882, quando fu acquistato da Cadwallader Bates, antiquario ed ex-sceriffo del Northumberland, che ordinò un'opera di restauro della struttura.  Al termine dell'opera di restauro, che si svolse sotto la supervisione della moglie Josephine Bates e che fu completata nel 1905, l'edificio fu utilizzato dai Bates come propria residenza privata.
Con la scomparsa di entrambi i coniugi Bates, ovvero dopo il 1932, il castello di Langley fu adibito a varie funzioni: nel corso della seconda guerra mondiale fu utilizzato come caserma e, successivamente, tra gli anni cinquanta e sessanta, ospitò una scuola femminile.
Diventato in seguito un hotel a quattro stelle, la struttura ricettiva ricevette la medaglia d'oro agli One North East tourism awards come "miglior piccolo hotel" nel 2002, nel 2004 e nel 2007 e la medaglia d'argento nel 2006.

## Descrizione
Il castello ha una facciata rettangolare di quattro piani, sorretta da torri angolari di cinque piani.

## Leggende
Secondo la leggenda, il castello sarebbe abitato dalla "Grey Lady" ("Signora Grigia"), ritenuto il fantasma di Maud de Lucy, forse figlia del costruttore Thomas de Lucy, che si sarebbe suicidata gettandosi da una finestra del castello dopo aver ricevuto la notizia della morte in battaglia del marito. Si tratta però solo di una leggenda, in quanto Maud de Lucy, dopo la morte del marito Gilbert d’Umfraville, non morì suicida e si risposò.